# Extrakunia columbiana
Extrakunia columbiana là một loài bướm đêm trong họ Noctuidae.